# Aulaf
Aulaf (arab. أوﻟﻒ, fr. Aoulef) – miasto w Algierii, w prowincji Adrar.